# Limfjordsbanen
Limfjordsbanen (LFB) er en veterantogsforening med remise i det gamle Aalborg Privatbaners værksteds- og remisekompleks for enden af Hjulmagervej i Aalborg
LFB kører deres plantog på banen til Østhavnen, når denne ikke er lukket, men kører også til bl.a. Skørping og Skagen.

## Historie
I 1971 startes forhandlingerne mellem LFB, DSB og Aalborg kommune om drift af veterantogskørsel på strækningen fra Aalborg station til Østhavnen, der resulterede i, at LFB kørte første tog 17. juni 1973 med to CL vogne og F 663 lånt af DSB.
Allerede et år forinden, i 1972, overtog LFB Aalborg Privatbaners gamle lokomotiv FFJ 34. Der gik dog 10 år, inden FFJ 34 blev klar til indvielsesturen for lokomotivet.
Tidligt blev der opnået aftale med DSB om leje af dele af Aalborg Privatbaners remise på Hjulmagervej, således at materiellet kunne komme under tag, hvilket også yderligere lettede restaureringen af materiellet.
I 1990 påbegyndtes arbejdet med en 300 m² stor hal, som primært skulle bruges til opbevaring af banens skinnebusmateriel.

## Arbejdet hos LFB
Der arbejdes på frivillig basis, ligesom ved næsten alle andre veterantogsklubber og -baner i Danmark, hvilket gør at vedligehold og kørsel stort set dækkes af billetindtægterne fra banens kørsler.
Vedligeholdelsesarbejdet sker på lørdage i remisen på Hjulmagervej.

## Køreperioder
Der køres en tur i påsken fra Aalborg nordpå til bl.a. Skagen.
I sommerperioden køres der på banen til Østhavnen, til LFBs trinbræt "Limfjorden". Toget fremføres af FFJ 34 eller AHJ Ml 5206, hvis det er for tørt.
I efterårsferien køres der efterårstog.
I starten af december køres der juletræstur til enten Gistrup eller Skørping.

## Materiellet
Damplokomotiver
| Oprindelige bane | Litrering | Status            | Note |
| ---------------- | --------- | ----------------- | ---- |
| FFJ              | 34        | Køreklar          |      |
| OHJ              | 5         | Ikke køreklar     |      |
| DSB              | D 825     | Under resturering |      |

Motormateriel
| Oprindelige bane | Litrering | Status            | Note |
| ---------------- | --------- | ----------------- | ---- |
| AHJ              | Ml 5206   | Ikke køreklar     |      |
| SB               | M 6       | Ikke køreklar     |      |
| FFJ              | ML 1207   | Køreklar          |      |
| SB               | YM 5/YM 6 | Ikke køreklar     |      |
| DSB              | Dræsine   | Under resturering |      |
| SVJ              | Sm 7      | Ikke køreklar     |      |
| AHB              | Sm 8      | Ikke køreklar     |      |

Personvogne
| Oprindelige bane | Litrering | Status            | Note |
| ---------------- | --------- | ----------------- | ---- |
| ETJ              | C1        | Køreklar          |      |
| HHJ              | C29       | Køreklar          |      |
| OMB              | B4        | Køreklar          |      |
| SB               | B 11      | Under resturering |      |
| TFJ              | C 8       | Køreklar          |      |
| VØ               | D 16      | Køreklar          |      |
| HHJ              | Sp 2      | Ikke køreklar     |      |
| HLA              | B2        | Ikke køreklar     |      |
| AHJ              | Dc 72     | Under resturering |      |
| FFJ              | Dae 21    | Ikke køreklar     |      |
| SB               | F 3       | Ikke køreklar     |      |

Godsvogne
| Oprindelige bane | Litrering      | Status           | Note                                                     |
| ---------------- | -------------- | ---------------- | -------------------------------------------------------- |
| DSB              | Pb 10862       | Ikke køreklar    | Hos LFB: LFB P 41                                        |
| DSB              | Zk 7001617-0   | Ikke køreklar    | Hos LFB: LFB Zk 617 som ekstra vandbeholdning for FFJ 34 |
| FFJ              | Em 38          | Ikke køreklar    | "Bette-Klavs"                                            |
| SB               | T 401          | Ikke køreklar    |                                                          |
| DSB              | Gklm 1118729-4 | Opbevaring/Lager | Hos LFB: HP H 91                                         |
| DSB              | Gs 1203247-6   | Opbevaring/Lager | Hos LFB: LFB Gs 42                                       |
| SFJ              | IA 185         | Ikke køreklar    | Hos LFB: SFJ Zb 509255                                   |